# Walter Krüger (Leichtathlet)
Walter Krüger (* 11. April 1930 in Altenpleen; † 28. Oktober 2018 in Prohn) war ein deutscher Leichtathlet, der bei den Olympischen Spielen 1960 in Rom die Silbermedaille im Speerwurf gewann (79,36 m - 66,51 - 71,23 - 75,23 - 72,62 - ungültig). In dem Wettkampf profitierte er von einem guten ersten Wurf, da im weiteren Verlauf starker Wind die Bedingungen verschlechterte und andere Werfer nicht die erwarteten Weiten erzielten. Walter Krüger startete bei diesen Olympischen Spielen für die DDR innerhalb einer gemeinsamen deutschen Mannschaft. Er trat im olympischen Wettbewerb mit einem schwedischen Speer an, den er nach dem Wettkampf geschenkt bekam.
Nach einer langwierigen Verletzung beendete er im Frühjahr 1962 seine Sportlerkarriere und wurde Trainer. Später arbeitete er als Sportlehrer an einer Berufsschule. Bis 1990 war er ehrenamtlicher stellvertretender Bürgermeister der Gemeinde Groß Mohrdorf in Mecklenburg-Vorpommern. Er lebte ab 1977 in Wendisch-Langendorf (bei Stralsund) und seit 2016 in Prohn.
Walter Krüger startete für den SC Traktor Schwerin. In seiner aktiven Zeit war er 1,90 m groß und wog 93 kg.

## Auszeichnungen (Auswahl)
- 1960: Vaterländischer Verdienstorden in Bronze